# Municipio de Spring Valley (Misuri)
El municipio de Spring Valley (en inglés: Spring Valley Township) es un municipio ubicado en el condado de Shannon en el estado estadounidense de Misuri. En el año 2010 tenía una población de 965 habitantes y una densidad poblacional de 2,15 personas por km².

## Geografía
El municipio de Spring Valley se encuentra ubicado en las coordenadas 37°12′51″N 91°35′2″O / 37.21417, -91.58389. Según la Oficina del Censo de los Estados Unidos, el municipio tiene una superficie total de 449.54 km², de la cual 449,51 km² corresponden a tierra firme y (0,01 %) 0,03 km² es agua.

## Demografía
Según el censo de 2010, había 965 personas residiendo en el municipio de Spring Valley. La densidad de población era de 2,15 hab./km². De los 965 habitantes, el municipio de Spring Valley estaba compuesto por el 97,31 % blancos, el 0,21 % eran amerindios y el 2,49 % eran de una mezcla de razas. Del total de la población el 0,52 % eran hispanos o latinos de cualquier raza.